# Pierre Barris
Pour les articles homonymes, voir Barris.
Pierre Jean Paul Barris est un homme politique français né le 30 juin 1753 à Montesquiou (Gers) et mort le 27 juillet 1824 à Paris.

## Biographie
Commissaire du roi près le tribunal de Mirande, il est député du Gers de 1791 à 1792. Il est ensuite juge au tribunal de cassation pour le département du Gers. En 1804, il est président de section à la Cour de cassation. Il est fait chevalier d'Empire en 1808 et baron en 1810.